# Novamundoniscus persimilis
Novamundoniscus persimilis är en kräftdjursart som först beskrevs av Albert Vandel1952.  Novamundoniscus persimilis ingår i släktet Novamundoniscus och familjen Dubioniscidae. Inga underarter finns listade i Catalogue of Life.